# En un combat douteux
In Dubious Battle
En un combat douteux (titre original : In Dubious Battle) est un roman de John Steinbeck paru en 1936. Steinbeck raconte dans ce roman la vie d'une grève aux États-Unis dans les années 1930. À travers l'histoire de deux « radicaux », des communistes adhérents du Parti communiste des États-Unis d'Amérique, appelés les « reds », il évoque le monde des ouvriers américains dans la morosité de la crise de l'entre-deux-guerres.
Ce roman ouvre la période la plus sociale de l'œuvre de l'écrivain américain et forme, avec Des souris et des hommes (1937) et Les Raisins de la colère (1939), ce que les critiques appellent parfois la « trilogie du travail » (labor trilogy) ou la « trilogie du Dust Bowl » (Dust Bowl trilogy).
Il est adapté au cinéma par James Franco en 2016 sous le titre Les Insoumis.

## Origine du titre
Le titre est une référence au vers de John Milton dans le Paradis Perdu : « In dubious battle on the plains of Heaven » :
« D'innombrables esprits armés.
Osèrent détester son règne, me préférer.
Défier son pouvoir infini en un combat douteux dans les plaines du Ciel.
Ébranlant son trône. Qu'importe bataille perdue ?
Tout n'est pas perdu — la volonté indomptable,
La revanche, la haine immortelle,
Et le courage qui jamais ne cède ni se soumet »
— John Milton
.

## Résumé
Jim, nouvel adhérent du parti, et Mac, un militant aguerri par des luttes et des grèves, sont les principaux protagonistes de l'histoire. L'auteur dépeint la vie de ces deux radicaux sans prendre parti, si ce n'est le parti des pauvres gens. Le docteur Burton « Doc » est d'ailleurs un personnage important qui nous livre sans doute une partie de l'idée de Steinbeck par rapport aux syndicats et à leurs actions. Doc se pose beaucoup de questions sur la bonne manière de changer les choses, ne trouve aucune réponse, n'est pas convaincu par la manière forte… mais il est là pour ne pas fuir la misère des travailleurs.
Le mouvement de grève se déroule dans un groupement de ramasseurs de pommes itinérants de la vallée de Salinas en Californie. Très vite, le mouvement prend une tournure violente en réactions aux violences subies, la grève étant très peu appréciée des grands propriétaires locaux qui détiennent les principaux pouvoirs, font appel à une organisation privée apparentée à une milice (les « vigilants » dans la traduction française) qui n'hésite pas à tuer ceux qui osent défendre leurs revendications liées à leurs aspirations pour une juste vie décente, et à incendier la grange de leur principal soutien.
Comme souvent dans l'œuvre de Steinbeck, et à la lumière de l'histoire réelle de son pays, la suite des événements s'annonce tragique pour les principaux personnages.

## Adaptations

### Cinéma
2016 : Les Insoumis de James Franco